# Armia Krajowa
Armia Krajowa (Armata Teritorială), abreviată „AK”, a fost principala mișcare de rezistență din Polonia ocupată de Germania Nazistă. AK a fost înființată în 1942 prin transformarea Związek Walki Zbrojnej (Uniunea pentru Lupta Armată) și în următorii doi ani a încorporat aproape toate forțele armate clandestine. A fost desființate în ianuarie 1945, după ce teritoriul țării a fost curățat de forțele germane de către Armata Roșie.
Armata Krajowa, care a avut în momentul de maximă dezvoltare aproximativ 400.000 membri, a fost cea mai mare mișcare de rezistență clandestină poloneză și cea mai mare din lume. AK a fost brațul înarmat a ceea ce a devenit cunoscută ca „Statul Secret Polonez” („państwo podziemne”).
Principala activitate a Armatei Teritoriale a fost reprezentată de sabotarea transporturilor germane spre frontul de răsărit din Uniunea Sovietică. AK a declanșat o luptă pe scară largă împotriva germanilor, care a atins apogeul în perioada 1943 - 1944 în timpul Operațiunii Furtuna, care a imobilizat în Polonia mai multe divizii germane.
Armia Krajowa, loială guvernului puternic în exil a fost considerată de către Uniunea Sovietică ca o forță ostilă, ceea ce au dus la conflicte din ce în ce mai grave între partizanii polonezi și cei sovietici în timpul războiului, și între grupuri sau luptători izolați și autoritățile comuniste după încheierea războiului. 

## Istoric

### Al doilea război mondial
AK își are originile în Serviciul pentru Victoria Poloniei, organizație care a fost înființată de generalul Michał Karaszewicz-Tokarzewski pe 27 septembrie 1939, chiar în perioada în care germanii și sovieticii erau pe punctul de a desăvârși cucerirea Poloniei. După șapte săptămâni, pe 17 noiembrie, la ordinul generalului Władysław Sikorski, această organizație a fost transformată în  Uniunea pentru Luptă Armată, care doi ani mai târziu, pe 14 februarie 1942, avea să se transforme la rândul ei în Armia Krajowa
În afară de cele două organizații fondatoare ale AK, au mai existat și alte mișcări de rezistență, cele mai multe dintre ele fuzionând la un moment dat cu Armata Teritorială: Narodowa Organizacja Wojskowa, Konfederacja Narodu, Narodowe Siły Zbrojne, Bataliony Chłopskie, Gwardia Ludowa. Cea mai importantă mișcare de rezistență care nu a fuzionat cu AK a fost Armia Ludowa, de orientare comunistă.

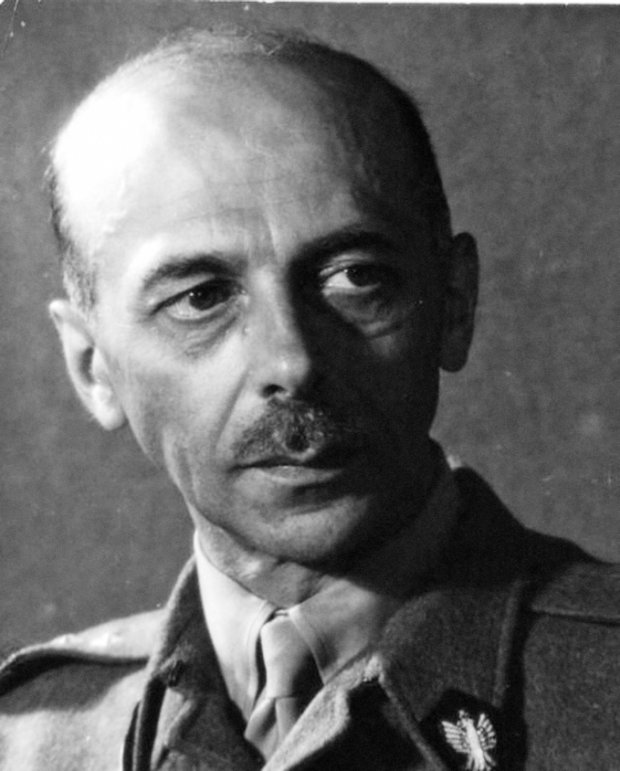
Tadeusz Bór-Komorowski.

Stefan Rowecki (cu pseudonimul Grot), a fost primul comandant al AK până la arestarea sa din 1943. Au urmat Tadeusz Bór-Komorowski până la arestarea sa din septembrie 1944, pentru ca Leopold Okulicki, (cu pseudonimul Niedzwiadek) să conducă organizația până la desființarea sa.
De-a lungul întregii sale perioade de existență, unitățile AK au efectuat mii de raiduri armate și numeroase acțiuni de culegere de informații, au dinamitat sute de transporturi pe calea ferată și au participat la multe ciocniri armate cu unițile poliției armate germane și ale Wehrmachtului. AK a efectuat operațiuni de represalii, asasinând ofițeri ai Gestapoului, ca răspuns direct la tacticile teroriste impuse de naziști împotriva populației civile.
Armia Krajowa a stâns și a transmis Aliaților  numeroase informații importante politice, militare și tehnice, cum au fost de exemplu cele despre lagărele naziste de concentrare, și cele despre bomba zburătoare V-1 sau racheta V-2. În timpul unei misiuni aeriene, RAF a folosit un avion Dakota cu două motoare camuflat ) care a decolat de pe aeroportul din Brindisi, Italia, pentru ca, după ce a aterizat pe un aeroport militar abandonat din Polonia, să transporte în tabăra Aliaților informații culese și sintetizate de inginerul de aviație Antoni Kocjan, și aproximativ 20 kg de resturi ale unei rachete V-2, lansate de la Peenemünde. Printre materialele se aflau „Raportul special 1/R, no. 242, fotografii, schițe ale pieselor rachetei prăbușite care nu au putut fi transportate, și altelel.
Deși AK nu a declanșat o insurecție generală până în 1944, forțele sale au fost angajate în numeroase sabotaje economice sau armate și în atacuri de gherilă. În 1944, atacurile s-au înmulțit la nivel național, iar pe 1 august 1944 a fost declanșată Insurecția din Varșovia. Obiectivul insurecției era eliberarea capitalei poloneze, Varșovia, mai înainte de sosirea Armatei Roșii. Dacă, la începutul insurecției, au eliberat mai multe sute de prizonieri dintr-un lagăr de concentrare și au avut unele succese inițiale în luptele dure de stradă cu germanii, în cele din urmă rebelii au fost înfrânți de către germani pe 2 octombrie, în condițiile în care unitățile sovietice nu au intervenit, deși se aflau la aproximativ 20 km de oraș.
Printre cele mai importante operațiuni militare și sabotaje sunt incluse „Operațiunea Taśma (Cureaua)” din 1943, o serie de atacuri împotriva posturilor de pază de la frontiera dintre Guvernământul General și teritoriile anexate de Germania, și Operațiunea Furtuna din 1944 – o serie de insurecții al cărui obiectiv era cucerirea controlului asupra unor orașe, astfel încât autoritățile loiale guvernului polonez în exil să fie instalate în localitățile respective mai înainte ca sovieticii să ajungă în regiune. Cele mai importante acțiuni ale Operațiunii Furtuna au fost Insurecția din Varșovia – tentativa de eliberare a capitalei – Operațiunea Ostra Brama și Insurecția din Lwów.
Pierderile Axei datorită acțiunile mișcării clandestine poloneze, din care cele mai importante au fost ale AK, au fost estimate la aproximativ 150.000 de oameni.. Principalele activități ale  AK au fost sabotarea căilor ferate care deserveau transporturile germane spre frontul de răsărit din Rusia. Se estimează că aproape o optime din toate transporturile germane spre frontul de răsărit au fost distruse sau întârziate în mod semnificativ datorită atacurilor AK. AK a declanșat adevărate bătălii cu germanii în special în 1944, obligând germanii să blocheze în Polonia mai multe divizii  cu aproape 930.000 soldați.

### Perioada postbelică

Kotwica, unul dintre simbolurile Armia Krajowa

Armia Krajowa a fost demobilizată în mod oficial pe 19 ianuarie 1945, pentru a evita un conflict cu sovieticii și declanșarea unui război civil. În ciuda acestui fapt, un mare număr de unități au decis să continue lupta lor, de această dată împotriva comuniștilor și sprijinitorilor lor de la Moscova.
Uniunea Sovietică și comuniștii polonezi considerau că forțele care fuseseră loiale guvernului în exil împiedica obținerea controlului total asupra țării fiind o amenințare care trebuia eliminată. Władysław Gomułka, cel care avea să devină la un moment dat Secretar General al Partidului Muncitoresc Unit Polonez, ar fi spus la un moment dat: „Soldații AK sunt elemente ostile care trebuie eliminate fără milă”. Un alt comunist de frunte, Roman Zambrowski, a afirmat la un moment dat că AK trebuie să fie „exterminată”.
Prima unitate AK concepută ca forță de luptă împotriva sovieticilor a fost „NIE” (Nu), formată pe la jumătea anului 1943. Obiectivele NIE nu era implicarea în luptele directe cu sovieticii, ci mai degrabă să efectueze activități de spionaj, cel puțin până când guvernul polonez din exil decidea cum să reacționeze în fața presiunilor sovietice. În acea perioadă, guvernul poloneze de la Londra încă mai credea că poate găsi o cale negociabilă pentru o înțelegere cu Moscova. Pe 7 mai 1945, NIE a fost desființată  și transformată în „Delegatura Forțelor Poloneze din Interior”. Această organizație a rezistat până pe 8 august 1945, când s-a luat decizia desființării ei   și oprirea lupteri de rezistență din teritoriile poloneze.

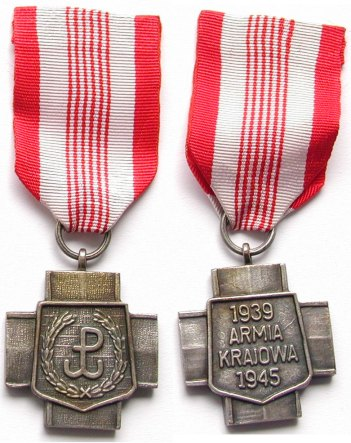
Crucea Armia Krajowa Cross, decorație acordată veteranilor AK de către guvernul polonez în exil

Comitetul Polonez de Eliberare Națională, primul guvern comunist polonez format în iulie 1944, nu și-a asumat nicio responsabilitate față de Armia Krajowa, și, de aceea, pentru mai mult de un an de zile, sovieticii și-au asumat răspunderea pentru „rezolvarea” problemei luptătorilor AK cu ajutorul NKVD-ului. Până la sfârșitul războiului, aproape 60.000 de sodați AK au fost arestați, iar cam 50.000 dintre ei au fost deportați în Gulagurile din URSS. Cei mai mulți dintre acești soldați au fost capturați de sovietici după încheierea Operațiunii Tempest, în timpul căreia numeroase unități AK au încercat să coopereze cu Armata Roșie în timpul insurecției naționale antigermane. Alți veterani au fost arestați când au decis să pretindă respectarea promisiunilor de amnistie făcute de oficilaitățile guvernului comunist. În urma încălcării de către guvernul comunist a acestor promisiuni, soldații AK rămași în libertate au trecut în opoziție cu autoritățile de la Varșovia și au încercat să organizeze rezistența anticomunistă.
A treia organizație a AK a fost „Wolność i Niezawisłość” (Libertate și Suveranitate).  La începutul existenței sale, obiectivele stabilite pentru această organizație erau de asemenea necombatante, ci era concepută pentru ajutarea soldaților care luptaseră în clandestinitate în epoca de tranziție de la viața de partizan la cea civilă. Asigurarea secretului și conspirativității operațiunii era necesară în condițiile creșterii persecuțiilor veteranilor AK de către guvernul comunist.  Organizația Wolność i Niezawisłość  ducea mare lipsă de fonduri, necesare pentru falsificarea documentelor și pentru asigurarea traiului partizanilor, care în cele mai multe cazuri își pierduseră în timpul războiului casele și economiile de o viață. Această organizație, considerată de autoritățile comuniste drept inamic al statului, fără resurse și cu membri care erau în favoarea rezistenței armate împotriva sovieticilor și comuniștilor, Wolność i Niezawisłość a eșuat în îndeplinirea sarcinilor inițiale. O importantă victorie a NKVD-ului și proapăt createi poliții secrete comuniste poloneze MBP a fost convingerea unor lideri AK și WiN de bunacredință a liderilor comuniști, care ar fi fost dispuși să ofere o amnistie parizanilor necomuniști. În numai câteva luni, comuniștii au reușit să strângă suficiente informații despre resursele și membrii AK/WiN.  De-abia după arestarea unui mare număr de lideri și membrii ai rezistenței, partizanii necomuniști și-au dat seama de înșelăciune, dar organizațiile lor erau definitiv compromise, mii de membri fiind arestați. WiN a fost desființată definitiv în 1952.

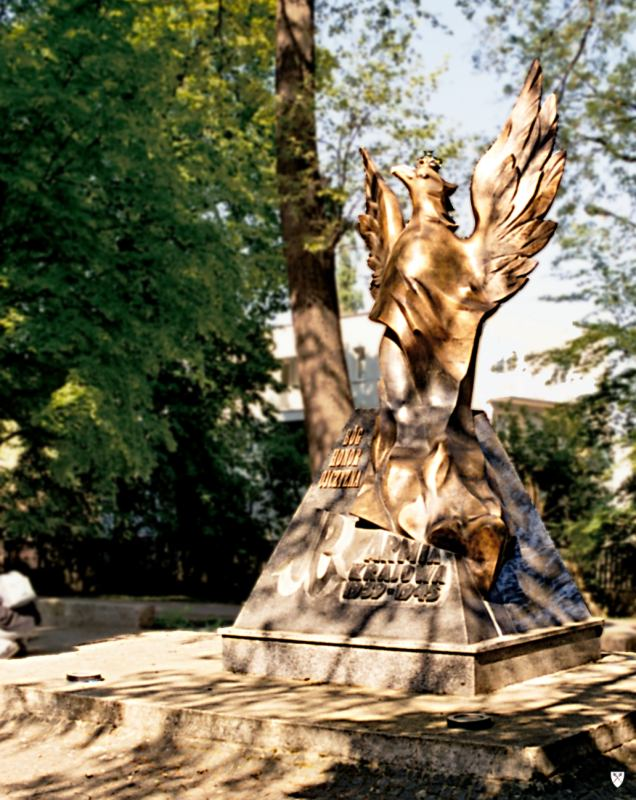
Monumentul din Sopot al luptătorilor Armia Krajowa.

NKVD și MBP nu s-au dat în lături de la folosirea forței împotriva veteranilor AK. În toamna anului 1946, un grup de 100-200 de soldați ai organizație „Narodowe Siły Zbrojne” au fost atrași într-o capcană și masacrați. În 1947, un colonel al forțelor de securitate poloneze declara: „Organizațiile ilegale teroriste și politice au încetat să mai fie o forță de temut, deși mai sunt încă partizani în păduri”.
Persecutarea veteranilor AK a fost doar o parte a mai vastei persecuții staliniste în Polonie. În perioada 1944-1956, au fost arestați aproximativ 2 milioane de oameni, în jur de douăzeci de mii, (printre ei aflându-se și supraviețuitorul de la Auschwitz, eroul Witold Pilecki), au fost executați sau au murit în închisorile comuniste iar aproximativ șase milioane de polonezi (cam o treime din populația țării) au fost clasificați ca „elemente criminale sau reacționare”, fiind supuși diferitelor abuzuri ale organelor statului. În 1956 au fost amnistiați și eliberați din pușcării aproximativ 35.000 de veterani AK. În regiunile rurale au mai supraviețuit un număr de veterani Armatei Teritoriale, care nu au dorit sau nu au mai fost capabili să se alăture comunităților locale, ei fiind cunoscuți ca „soldații blestemați”. Printre aceștia, Stanisław Marchewska, cunoscut și ca "Ryba" a fost ucis în 1957, iar ultimul partizan AK, Józef Franczak, zis și "Lalek", a fost ucis în 1963, la aproape două decenii după terminarea celui de-al doilea război mondial. Patru ani mai târziu, în 1967, soldatul AK Adam Boryczka, antrenat ca agent secret antinazist în Anglia (Cichociemny), a fost eliberat din pușcărie. Până la prăbușirea RP Poloneze, soldații AK au fost sub supravegherea atentă a poliției secrete și, doar după această dată, toate sentințele împotriva lor au fost anulate de tribunalelel poloneze.

## Structură și componență
În 1943 – 1944, AK a ajuns la cel mai mare număr de membri. Se estimează că efectivele Armatei Teritoriale au ajuns în perioada de apogeu din prima jumate a anului 1944 la 250.000 – 400.000 de luptători,, cu o medie de peste 300.000 de soldați, din care aproximativ 10.000 de ofițeri. numărul simpatizanților a fost mult mai mare, dar cifrele de mai sus se referă numai la participanții la acțiunile armate. Aceste efective fac ca AK să fie nu numai cea mi numeroasă mișcare de rezistență poloneză, dar și a doua din timpul celui de-al doilea război monidal, după cea a partizanilor iugoslavi, care au avut efective de aproximativ 800.000 de oameni. Se estimează că partizanii polonezi au pierdut aproximativ 34.000 – 100.000 de oameni în luptă,, iar după terminarea războiului încă 20.000 – 50.000 de oameni (morți în închisori sau în luptă).
Armata Teritorială era compusă din numeroase unități. Mai multe unități clandestine de partizani au recunoscut autoritatea AK de-a lungul timpului..
- Konfederacja Narodu (Confederația Poporului) (1943).
- Bataliony Chłopskie (Batalioanele Țăranilor).
- Structura militară a Stronnictwo Ludowe (Partidul Poporului).
- Socjalistyczna Organizacja Bojowa (Organizația Socialistă de Luptă), ramura militară a Polska Partia Socjalistyczna (Partidul Sovialist Polonez).
- Narodowa Organizacja Wojskowa (Organizația Militară Națională), ramura militară a  Stronnictwo Narodowe (Partidul național).
- Obóz Polski Walczącej (Tabăra Poloniei Combatante).
- Din 1944, unele elemente ale organizațiiei de extremă-dreapta Narodowe Siły Zbrojne (Forțele Armate Naționale).

Cel mai numeros grup care a refuzat să se alăture AK a fost cel procumunist Armia Ludowa (AL), care avea la apogeu, în 1944, aproximativ 30.000 de luptători..
AK a fost împărțită în 16 organizații regionale, subdivizate la rândul lor în 89 de inspectorate, cu 278 districte. Obiectivul principal al AK era lupta generală până la victoria împotriva germanilor și, după terminarea ocupației străine, stabilirea unei „delagaturi” (reprezentanța guvernului polonez în exil), care să gestioneze afacerile până la venirea guvernului însuși din exilul de la Londra. 
Pe de altă parte, AK era subîmpărțită pe șapte secțiuni: organizații: Organizare, Informații și Spionaj, Operațiuni și Instrucție, Logistică, Comunicații, Informații și Propagandă și Finanțe.

## Arme și echipamente militare
AK era o armată clandestină luptând în propria țară ocupată de inamic, fiind separată de peste o mie de kilometri de cel mai apropiat aliat. Cel mai mare provocare a partizanilor polonezi a fost obținerea de armament și echipament militar. AK a reușit să depășească numeroase probleme, înarmând sute de mii de luptători. Trebuie adăugat că doar trupele de infanterie au putut fi înarmate cât de cât mulțumitor. Folosirea artileriei, a tancurilor sau a aviației a ieșit din calcului liderilor AK. Chiar și în cazul infanteriștilor, armele de  care dispuneau erau foarte diferite și uneori în cantități insuficiente pentru toți luptătorii din unitate.
Prin contrast, forțele armate germane erau echipate complet cu o mare diversitate de arme moderne și cu muniție îndestulătoare. Superioritatea zdrobitoare a infanteriei germene, care se bucura de sprijinul artileriei, tacurilor și aviației, a redus foarte mult tipurile de operațiuni pe care le puteau desfășura luptătorii AK.
Armele și echipamentele Armia Krajowa proveneau din mai multe surse. În principal era vorba de depozite îngropate de armate poloneză în retragere în timpul invadării Poloniei din 1939. De asemenea, mai exista și o cantitate de arme și muniție capturată de la germani, dar și arme fabricate în ateliere clandestine poloneze sau arme parașutate de Aliați.
Dintre armele ascunse în 1939, AK avea în dotare 614 mitraliere grele, 1.193 mitraliere ușoare, 33.052 puști, 6.732 pistoale, 28 de tunuri ușoare antitanc, 25 de puști antitanc și 43.154 de grenade de mână. Totuși, datorită condițiilor proaste de păstrare, multe dintre aceste arme s-au deteriorat și au avut nevoie de reparații importante sau au fost inutilizabile. În timpul Operațiunii Furtuna (Insurecția Națională), numai aproximativ 30% dintre armele din depozitele clandestine au mai putut fi utilizate.
Au existat și cazuri în care polonezi au cumpărat pur și simplu arme de la subunități sau sodați individuali germani. Astfel de tranzacții au fost tot timpul foarte riscante, Gestapoul fiind informat despre existența acestei piețe negre a armelor, pe care încerca să o distrugă sau să se folosească de ea pentru depistarea și anihilarea partizanilor. Din anumite mărturii, se pare pentru polonezi era mai ușor să procure arme de la unitățile maghiare sau italiene.
AK a executat numeroase raiduri pentru capturarea armelor de la germani. Aceste raiduri vizau în special trenurile de marfă care se îndreptau spre front și posturile poliției militare germane. În timpul Insurecției din Varșovia, insurgenții polonezi au reușit să  captureze câteva vehicule blindate germane.
Într-o serie de ateliere clandestine, AK a fabricat o serie de arme și echipamente militare. Componente ale armelor au fost furate și transmise rețelelor rezistenței de muncitori care lucrau în fabricile militare germane.
O ultimă sursă de aprovizionare a AK a fost reprezentată de parașutările Aliaților. Din astfel de surse au putut fi obținute materiale speciale, precum explozivii plastici, armele antitanc, etc. În timpul războiului, 485 de avioane aliate au efectuat zboruri pentru parașutarea a aproximativ 600 tone de materiale militare. În timpul acestor operațiuni, au fost pierdute 70 de avioane și 62 de echipaje (din care 28 erau poloneze). În afară de arme și muniții, aliații au parașutat și 316 instructori înalt calificați, așa numiții cichociemni, cei mai mulți participând direct la luptele împotriva ocupantului. Datorită distanței foarte mari dintre Polonia și bazele din Anglia și Mediterana, parașutările de materiale militare pentru AK au fost puține în comparație cu cele parașutate pentru rezistența franceză sau pentru partizanii iugoslavi.

## Relațiile ce alte forțe de rezistență

### Relațiile cu evreii
În 1942, Comandamentul operațional al Biroului de informații și propagandă a format o secțiune pentru afacerile evreiești, condusă de Henryk Woliński. Această secțiune a cules informații despre populația evreiască și a transmis rapoarte la Londra. A asigurat de asemenea legătura dintre organizațiile militare evreiești și cele poloneze. AK a organizat ajutorarea evreilor cu bani. Puțini evrei au fost acceptați în rândurile AK (în jur de o mie).
Witold Pilecki a fost un soldat al Armatei Teritoriale, care s-a oferit voluntar pentru a fi închis la Auschwitz. Informațiile pe care le-a adunat el s-au dovedit cruciale pentru transmiterea în occident a unor informații convingătoare despre soarta evreilor din lagărele de exterminare naziste.
AK a trimis rezistenței evreiești din Ghetoul din Varșovia cam 60 de revolvere, câteva sute de grenade, muniție și explosivi. În timpul revoltei din ghetoului din Varșovia din 1943, subunitățile AK au încercat de două ori să arunce în aer zidurile ghetoului și au atacat sporadic unitățile germane din preajma zidurilor ghetoului. Una dintre organizațiile subordonate AK - Kadra Bezpieczeństwa, a luat parte alături de organizațiile rezistenței evreiești la luptele din ghetou..
Trei dintre cei șapte membri ai Comenzii colective a AK aveau origini evreiești.
Unii istorici consideră că AK fost în cea mai mare parte neimplicată în colaborarea cu naziștii în Holocaust,, există acuzații de complicitate a unor membri ai AK sa a unor grupuri antievreiești în violențele antisemite, pentru ca unele surse să considere că întreaga Armată Teritorială a fost caracterizată prin antisemitism. Problema rămâne controversată, în continuă dezbatere.

### Relațiile cu lituanienii

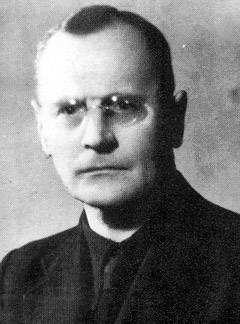
Aleksander Krzyżanowski, comandantul AK din regiunea Wilno (azi Vilnius).

Deși mișcările de rezistență poloneză și lituaniană aveau în principiu aceiași inamici – Germania Nazistă și Uniunea Sovietică – cele două au început să coopereze doar în 1944-1945, după ocuparea unei vaste regiuni din Europa Răsăriteană de către Armata Roșie. Principalul obstacol pentru stabilirea unei colaborări mai timpurii a fost problema disputelor teritoriale lituaniani-polone, în special problema regiunii și orașului Vilnius.
Unii lituanieni, încurajați de vagile promisiuni naziste de autonomie, au cooperat cu germanii în acțiunile împotriva polonezilor în timpul ocupației. În toamna anului 1943, Armia Krajowa a declanșat operațiuni de represiune împotriva colaboratorilor lituanieni ai naziștilor.. Ca răspuns, poliția lituaniană a ucis sute de polonezi în prima jumate a anului 1944. 
 Aceste violențe au culminat cu masacrarea civililor polonezi și lituanieni din satele Glitiškės și Dubingiai.
Evaluările postbelice ale activității AK în Lituania sunt încă o problemă controversată. În perioada deceniilor de ocupație sovietică a Lituaniei, AK a fost prezentată ca o organizație teroristă. În 1993, o comisie guvernamentală lituaniană a investigat activitatea AK în Lituania. În ultimii ani se poate constata o oarecare apropiere a pozițiilor istoricilor din cele două țări, deși rămân încă numeroase probleme asupra cărora interpretările diferă fundamental. 

### Relațiile cu sovieticii
Relațiile Armia Krajowa cu sovietice au mers din rău în mai rău. Dacă Germania Nazistă a invadat împreună cu Uniunea Sovietică Polonia în 1939,  după declanșarea Operațiunii Barbarossa, sovieticii au considerat partizanii polonezi loiali guvernului în exil mai degrabă inamici decât aliați, dat fiind planurile Moscovei de preluare a controlului asupra Poloniei după terminarea războiului. Moscova a dat ordin partizanilor sovietici pe 22 iunie 1943 să se angajeze în lupte cu partizanii polonezi. S-a ajuns ca acțiunile de luptă ale partizanilor sovietici împotriva celor polonezi să fie mai numeroase și cu o amploare mai mare decât cele declanșate de germani împotriva insurgenților polonezi. De asemenea, principalele forțe ale Armatei Roșii și ale NKVD-ului au declanșat operațiuni împotriva partizanilor AK, în timpul sau imediat după terminarea Operațiunii Furtuna, (concepută ca o acțiune militară care să permită guvernului polonez postbelic să emită anumite pretenții teritoriale asupra zonelor ocupate de sovietici în conformitate cu prevederile secrete ale pactului de neagresiune germano-sovietic). I. V. Stalin avea însă alte planuri pentru Polonia postbelică, ceea ce a făcut ca Operațiunea Furtuna să fie sortită eșecului încă din start.
La sfârșitul anului 1943, acțiunile partizanilor sovietici, care primiseră ordine să elimine forțele AK  a dus la o cooperare limitată dintre unele subunități ale Armatei Teritoriale și germani. Deși AK nu a încetat operațiunile de luptă împotriva germanilor, în momentul în care naziștii au oferit polonezilor unele arme și muniții care să fie folosite împotriva sovieticilor, unele unități din Nowogródek și Wilno au decis să accepte oferta. Toate aceste aranjamente au avut un obiectiv pur tactic și nu există dovezi conform cărora s-ar fi ajuns la o colaborare ideologică ca în cazul Regimului de al Vichy din Franța. Principalul motiv al acceptării ofertei naziste a fost lipsa acută de armament și muniții resimțită de anumite unități insurgente poloneze. Nu sunt cunoscute acțiuni comune polono-germane, iar naziștii nu au reușit să-i convingă pe polonezi să-și direcționeze acțiunile ofensive exclusiv împotriva partizanilor sovietici. Chiar și în aceste condiții, colaborarea limitată a unităților locale AK a fost condamnată cu tărie de Înaltul comandament al Armatei Teritoriale.
Odată cu mutarea în 1944 a liniei frontului de răsărit pe teritoriul Poloniei, AK a ajuns la un armistițiu fragil cu sovieticii. AK a ajutat înaintarea sovietică prin acțiuni de cercetare sau prin organizarea unor revolte și eliberarea unor orașe (de exemplu Operațiunea Ostra Brama și Insurecția din Lwów), doar pentru ca, la scurtă vreme după aceea, partizanii necomuniști polonezi să fie arestați, încarcerați sau executați. Lupta sovieticilor și aliațiolor comuniști polonezi împotriva veternailor AK a continuat multăvreme și după încheierea războiului.

### Relațiile cu ucrainenii
În timpul războilui, Armia Krajowa s-a implicat în lupte cu Armata Insurecțională Ucraineană, după repetatele atacuri împotriva etnicilor polonezi din Volinia. Ca urmare a răzbunărilor care au urmat, ambele armate au ucis zeci de mii de civili polonezi și ucraineni. În conformitate cu unele estimări ucrainiene, AK a ucis în acțiunile de represalii în jur de 20.000 de ucraineni în Volini.
În primăvara anului 1944, unitățile AK au incendiat aproximativ 20 de sate ucrainiene în luptele din regiunea Chełm.
După desființarea oficială a organizației, foști membri ai Armia Krajowa au masacrat civilii ucraineni din satul  Pawłokoma în martie 1945, pentru ca, în luna octombrie a  aceluiași an, satul să fie incendiat de soldații Armatei Insurecționale Ucrainiene.